# St. Martin (Markt Herrnsheim)

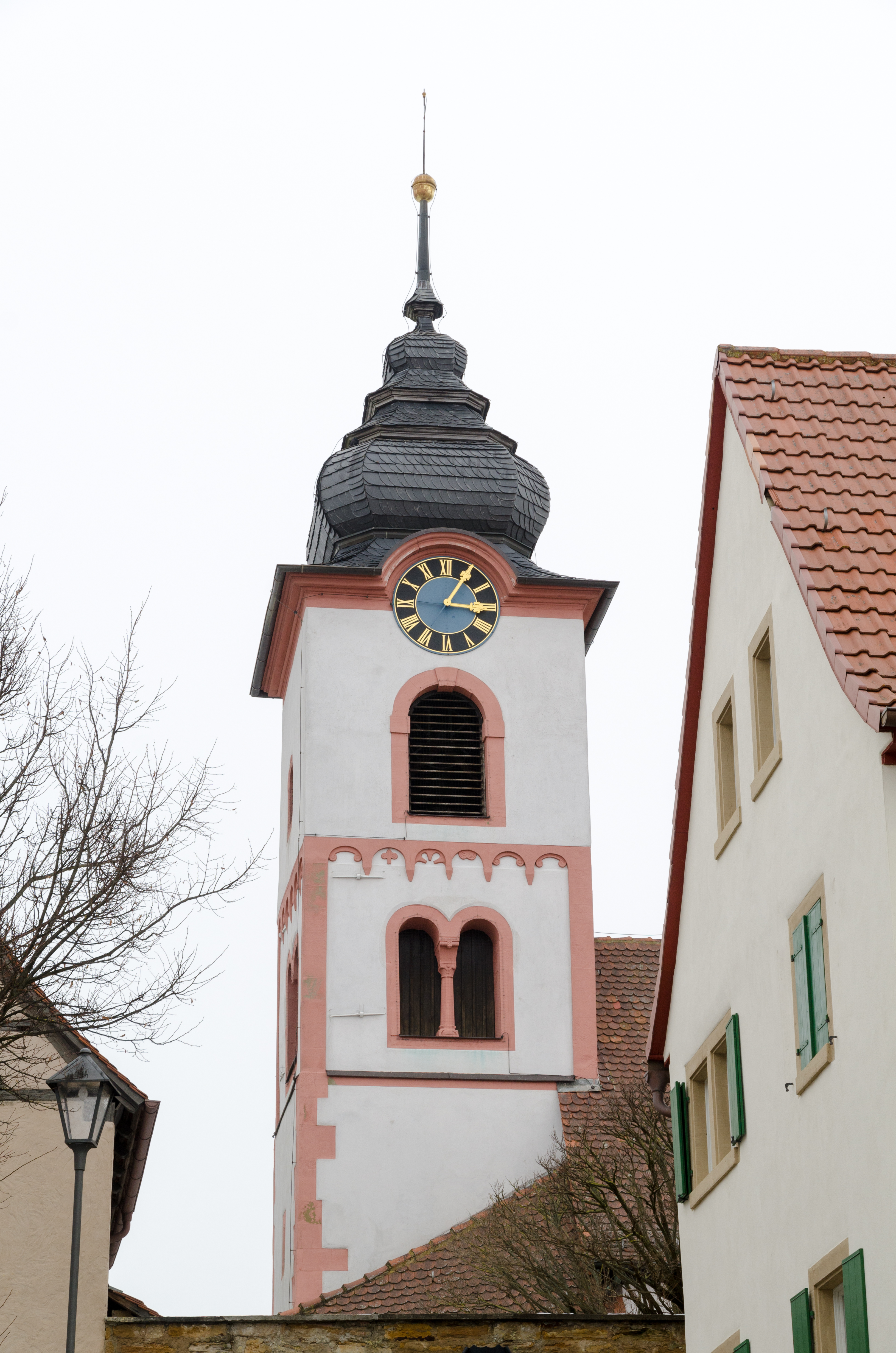
Der Kirchturm der Martinskirche

Die Simultankirche St. Martin ist das Gotteshaus der evangelisch-lutherischen und der katholischen Gemeinde im unterfränkischen Markt Herrnsheim. Sie steht inmitten der Kirchenburg Markt Herrnsheim im Zentrum des Dorfes. Sie gehört zum Evangelisch-Lutherischen Dekanat Markt Einersheim und zum Dekanat Neustadt an der Aisch im Erzbistum Bamberg.

## Geschichte
Die Geschichte der Kirche ist eng mit der des Dorfes verbunden. Die Grafen von Schwarzenberg waren neben anderen im Dorf begütert und förderten ihre Besitzung. Johann der Starke von Schwarzenberg führte durch die Einsetzung des Pfarrers Gallus Korn im Dorf 1524 die Reformation ein. Eine eigene Pfarrei bestand in Herrnsheim bereits seit dem 14. Jahrhundert, 1328 wurde sie erstmals urkundlich erwähnt. Das Dorf blieb mehrere Jahrzehnte lang lutherisch, bis die evangelische Linie der Schwarzenberg ausstarb.
Nach 1588 übernahmen die bayerischen Schwarzenberger die Dorfherrschaft und führten bis ins Jahr 1627 die Gegenreformation durch. Johann von Schwarzenberg hatte aber das Patronatsrecht, das heißt das Einsetzungsrecht des jeweiligen Pfarrers, auf die evangelischen Markgrafen von Ansbach übertragen, sodass auch im überwiegend katholischen Herrnsheim lutherische Pfarrer eingesetzt wurden. Nachdem auch diese Tradition beendet war, begannen die Herrnsheimer die lutherischen Gottesdienste in Mönchsondheim aufzusuchen.
Im Jahr 1664 einigte man sich im Kitzinger Rezess auf einen Kompromiss. Die Herren von Schwarzenberg richteten ein Simultaneum in der Herrnsheimer Kirche ein, sodass beide Konfessionen dort Gottesdienst abhalten konnten. Die Simultankirche wird bis heute genutzt, so dürfen die Katholiken jährlich an Markttagen und zur Kirchweih ihren Gottesdienst dort abhalten. Die Herren von Schwarzenberg hatten bis in die 1960er Jahre das Patronatsrecht über den Herrnsheimer Pfarrer inne. Die Kirche wird als Baudenkmal geführt.

## Architektur
Die Kirche erhebt sich inmitten der engstehenden, fast vollständig erhaltenen Kirchenburg. Das Gotteshaus entstand wohl bereits um 1200, worauf der romanische Kirchturm hinweist. Er ist durch ein Rundbogenfries im dritten Geschoss und Steinsäulen gegliedert. Im Jahr 1781 erhöhte man den Turm und 1821 erhielt er den neobarocken Helm. Zweitältestes Bauteil ist der frühgotische Chor, der auf die Zeit um 1300 zurückgeht. Er schließt im Inneren mit einem Kreuzrippengewölbe ab, das mit figürlichen Konsolen verziert ist. Außen passte man den Turm in die Befestigung der Kirchenburg ein. Das Langhaus wurde im 18. Jahrhundert verändert.

## Ausstattung
Im Inneren der Kirche haben sich Kunstgegenstände aus den meisten Epochen seit dem Mittelalter erhalten. Drei Glocken im Turm stammen aus dem 14., 15. und 16. Jahrhundert. Sie wurden, anders als die meisten anderen Geläute, während der Weltkriege nicht zum Einschmelzen eingezogen, sodass dort die älteste Glocke der Gegend erhalten blieb. Aus der Zeit um 1400 stammt das Sakramentshäuschen im Chorraum. Es zeigt das Gesicht des leidenden Christus und schließt mit gotischen Fialen ab.
Wesentlich jünger, aus der Zeit der Gegenreformation, ist der Taufstein. Er wurde 1607 bzw. 1609 in Form eines Kelches geschaffen. Jüngstes Element der Ausstattung ist der Altar im Chorraum. Er wurde von einem unbekannten Künstler im Jahr 1957 geschaffen und zeigt die Himmelfahrt Christi mit drei plastischen Figuren aus Holz.